# بيتر بيرنز

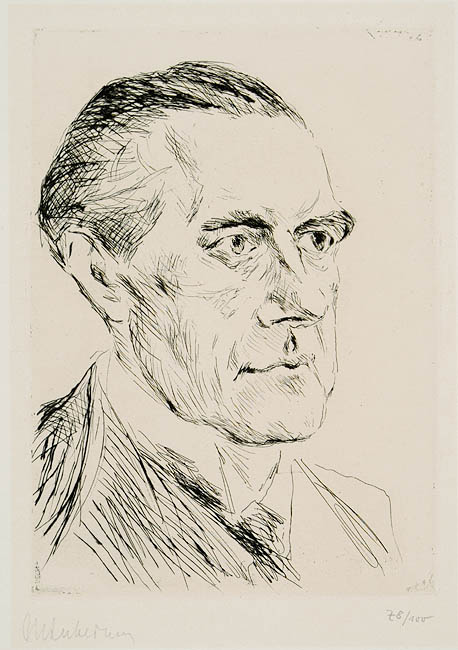
بيتر بيرنز عام 1923.

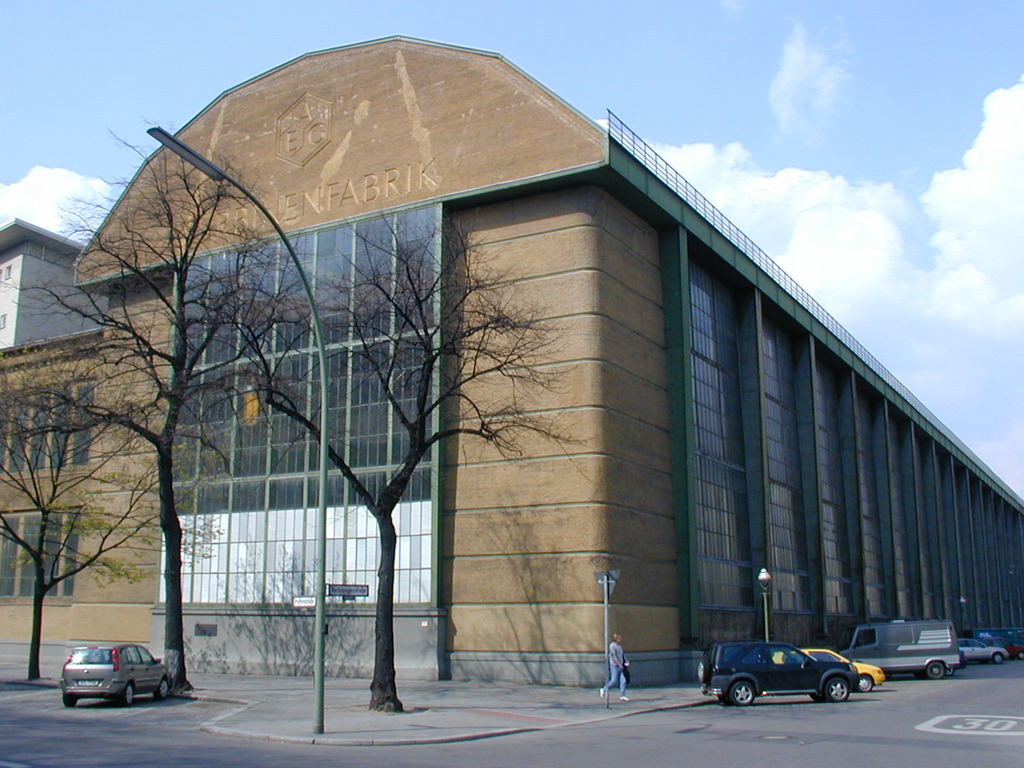
مصنع التوربينات AEG لبيتر بيرنز، برلين 1909. من أوائل الأمثلة على العمارة الصناعية الكلاسيكية.

بيتر بيرنز (بالألمانية: Peter Behrens ؛ 1868 - 1940) معماري ألماني اشتُهر بأعماله الرائدة في الهندسة الصناعية والتصميم، حيث طور أسلوبا جديدا لتصميم المصانع والمنشآت التجارية الأخرى باستخدام الزجاج والحديد والطوب، مما أكسبها مظهرًا هندسيا فريدا.

## السيرة المهنية
وُلد بيرنز في هامبورغ بألمانيا عام 1868. وفي عام 1907 تم تعيينه مهندسا ومصمما للإنتاج في شركة (AEG) للمنتجات الكهربائية. وأصبحت المباني التي صممها للشركة مثل مصنع التوربينات عام 1909 عاملاً موثرا مهما في تطوير الهندسة المعمارية الحديثة. كما كان مكتبه أيضا مركزا تدريبيا لتدريب صغار المهندسين المعماريين آنذاك مثل لودفيج ميس فان در روه، ووالتر غروبيوس، ولو كوربوزييه.
وتعتبر الكنيسة التي صممها بمناسبة معرض الفنون والحرف الذي أقيم في ميونخ عام 1922 مثالا نموذجيا عن أعماله. ولقد أظهر تعاملا فريدا في عكس وترجمة روحية تقاليد الكنائس القوطية، واستعرض المواد البنائية في الواجهات والفضاءات بشكل احتفالي. أظهر بيرنز أيضا اهتماما مبالغا في تفاصيل أعمال الطوب في الواجهات التي اعتمدت الارتداد بإيقاع سريع وظهور الأشكال الكريستالية.

## وصلات خارجية
- بيتر بيرنز على موقع الموسوعة البريطانية (الإنجليزية)
- بيتر بيرنز على موقع إن إن دي بي (الإنجليزية)
- جاليري صور لمصنع AEG
- كنيس زيلينا، سلوفاكيا- تصميم بيرنز